# O Demônio Familiar
 O Demônio Familiar é uma peça teatral do escritor brasileiro José de Alencar escrita em 1857, uma comédia em quatro atos, de costumes leve.

## Enredo
O Demônio Familiar é a história de um escravo que quer casar os patrões com parceiros mais abonados.